# Hervormde kerk (Heerenveen)
De Hervormde kerk van Heerenveen of Schoterlandse Kruiskerk is een verdwenen kerkgebouw in Heerenveen in de Nederlandse provincie Friesland.

## Geschiedenis
De kerk werd in 1637 gebouwd in opdracht van Amelius van Oenema, grietman van Schoterland. Aanleiding tot de bouw van de kerk was een ruzie met Johannes Crack, grietman van Aengwirden. Het kerkgebouw was een kruiskerk en werd daarom ook wel aangeduid als de Schoterlandse Kruiskerk. Het werd gebouwd op een stuk grond van de Commanderije (klooster van de Duitse Orde te Oudeschoot). De kerk stond in het centrum van Heerenveen aan de oostzijde van de Heeresloot tegen de grens van de grietenij Aengwirden. In 1859 werd de dakruiter op de kruising verwijderd en vervangen door een toren met spits aan de westzijde van de kerk. 
In 1964 werd de toren wegens bouwvalligheid gesloopt. In 1969 onderging de rest van de kerk hetzelfde lot. De opvolger werd de Europalaankerk. Bij de sloop in 1969 werd het puin van de kerk verwerkt in de Le Roy tuin, de ecokathedraal van Heerenveen-Midden. Het puin is overwoekerd door de natuur, maar het gangpad is nog duidelijk zichtbaar 
Het orgel uit 1790 werd gemaakt door Albertus van Gruisen en betaald uit een legaat van Menno van Coehoorn van Scheltinga en zijn vrouw Martha Kinnema. In 1972 werd het orgel geplaatst in de Marturiakerk in Assen. In 2009 werd in het Amelius van Oenemapark op de fundamenten van de voormalige kruiskerk een muurtje gemetseld. De zerken zijn nog aanwezig.

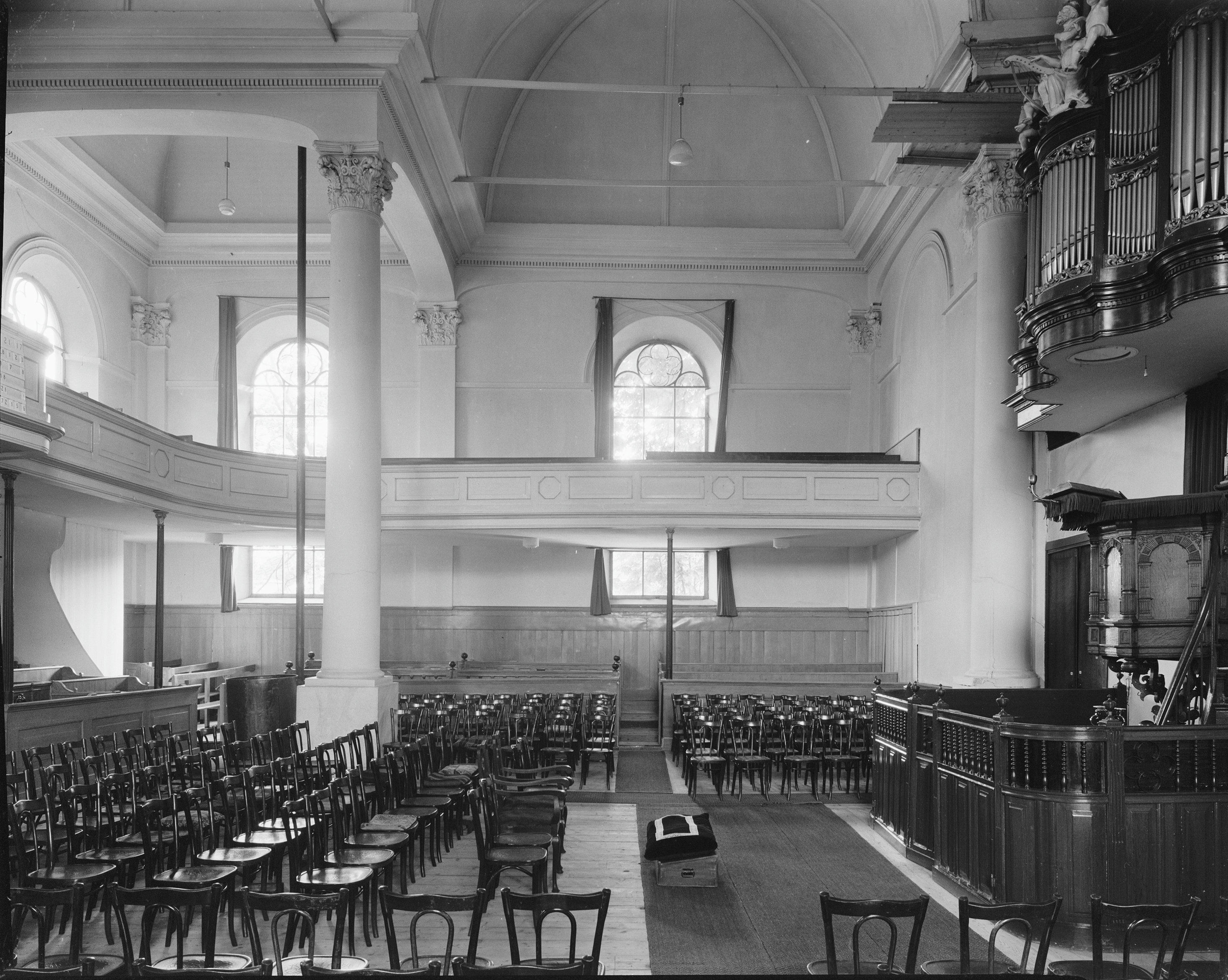
Interieur naar het zuiden
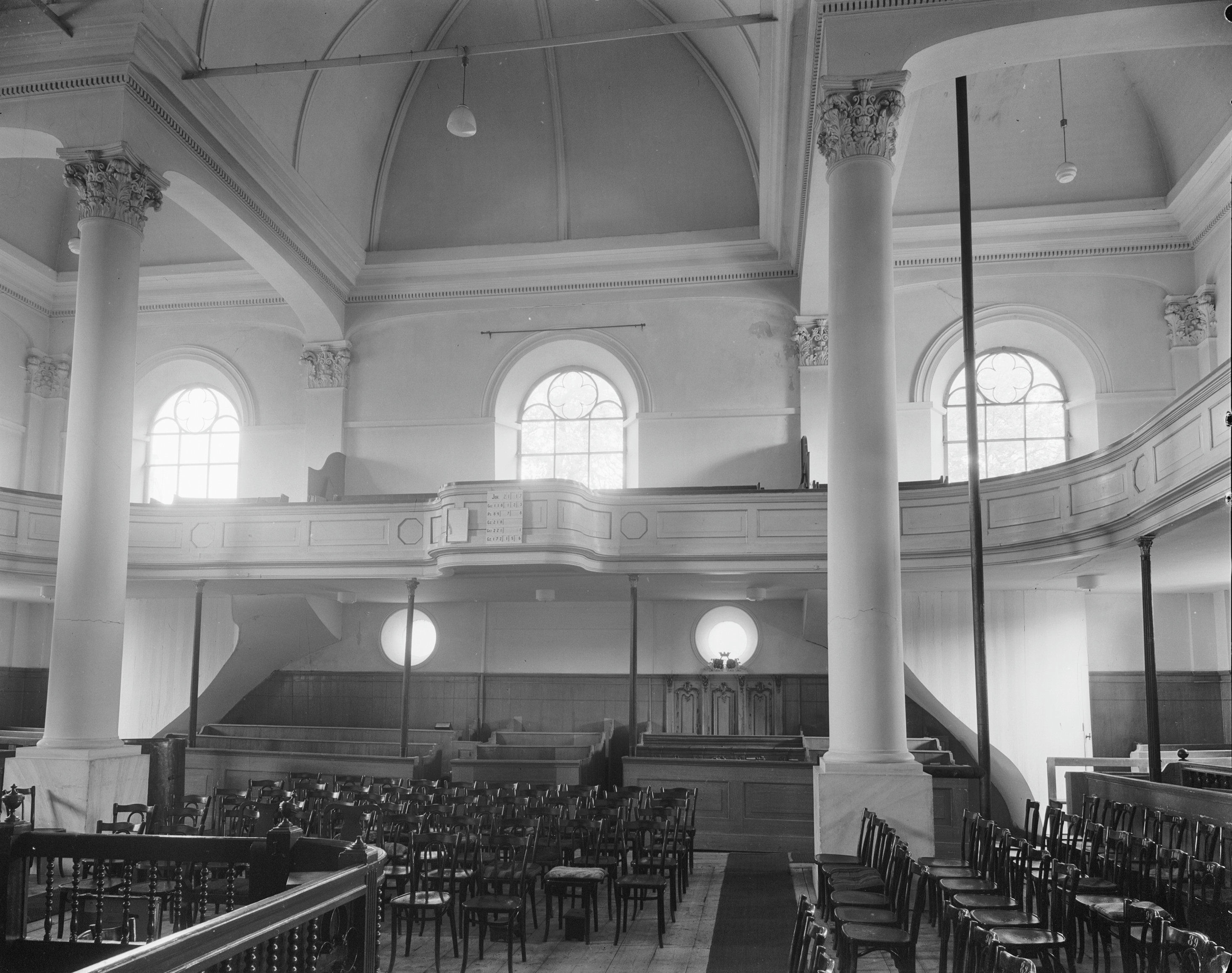
Interieur naar het oosten
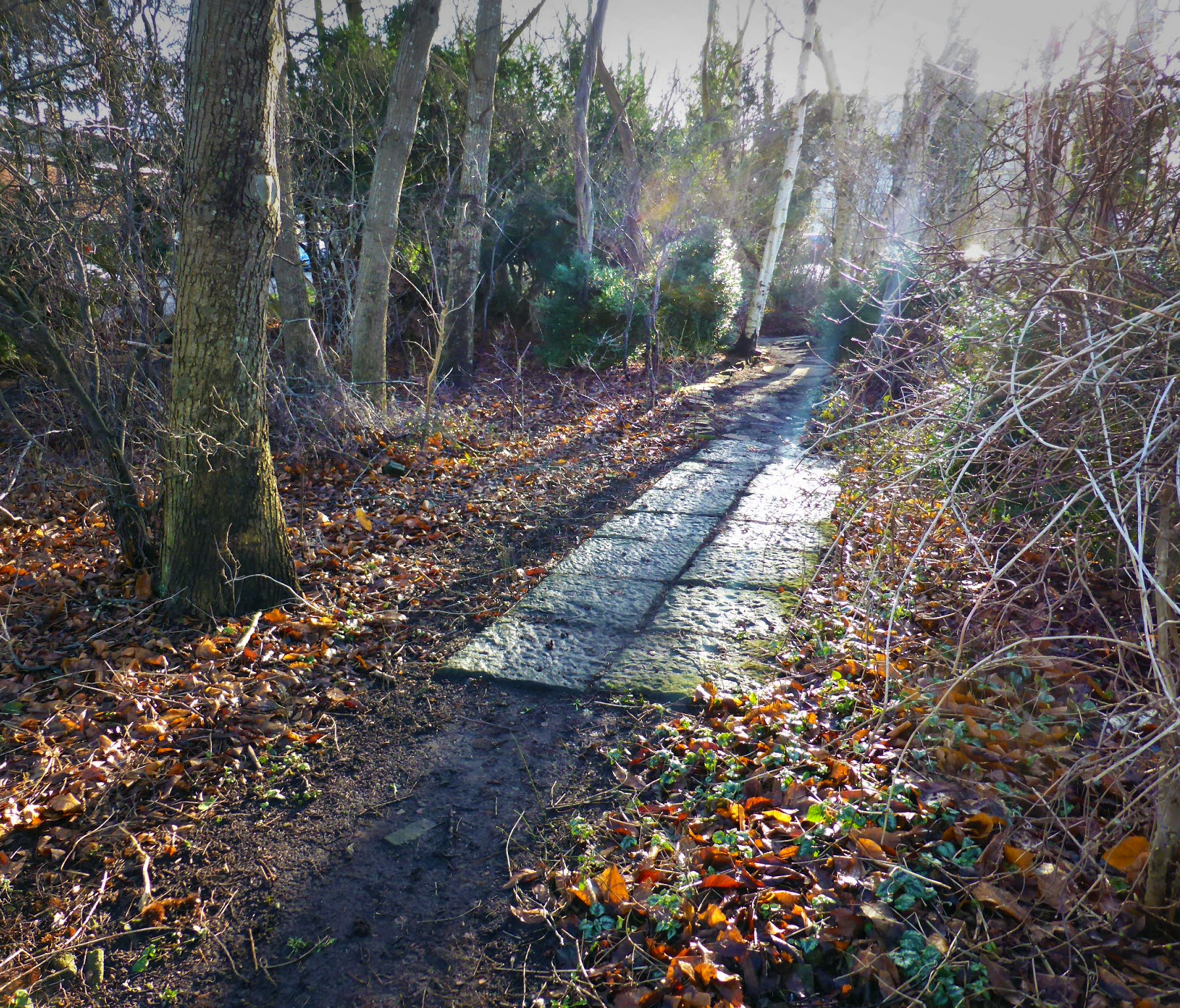
Het gangpad van de kerk in de Le Roy tuin in Heerenveen waar ook het puin van de kerk in is verwerkt.

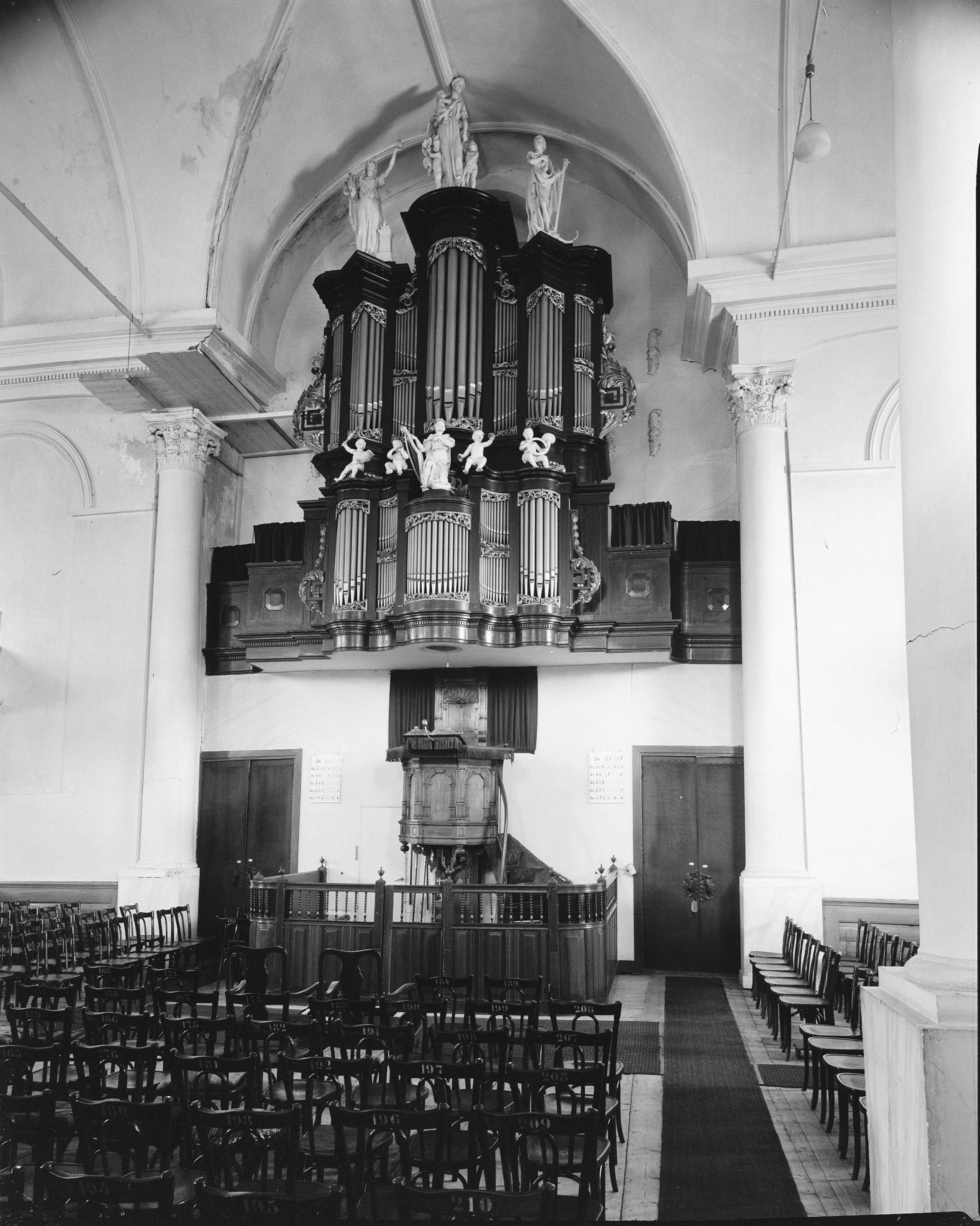
Interieur met orgel